# Ture dalar
Ture dalar är ett naturreservat i Uddevalla kommun i Bohuslän. Det är beläget inom den historiska Uddevalla stads område.
Reservatet är beläget strax öster om Uddevallas tätort i direkt anslutning till stadens bebyggelse och består av ett ravinsystem som uppstått när Hältebäcken skurit djupt ned i jordlagren. Det avsattes som naturreservat 1991 och är 7 hektar stort.
Området är till större delen skogbeväxt. Marken är skalblandad vilket gett upphov till en rik flora. Där växer blåsippa, vätteros, skogsbingel och strutbräken. I ravinen ner mot bäcken växer rikligt med al, alm, ek, hassel och olvon. En stig leder längs bäckflödet igenom hela området. Området är blockrikt i sin södra del och i norr bildar vattendraget en fors.